# Oberellener Hügelland
Das Oberellener Hügelland ist nach dem Handbuch der naturräumlichen Gliederung Deutschlands eine naturräumliche Einheit (Nr. 359.4) in der Haupteinheit Salzunger Werrabergland (Nr. 359) der Haupteinheitengruppe Osthessisches Bergland (Nr. 35).
Das Oberellener Hügelland wird umrahmt vom Werratal von Herda über Sallmannshausen bis Lauchröden, dem nordwestlichen Thüringer Wald – rechts des Eltetals entlang Unterellen, Oberellen, Förtha (die Stopfelskuppe im Bogen einschließend), dann entlang Epichnellen, Eckardtshausen, Wackenhof bis Kupfersuhl – von da rechts des Suhltals entlang Burkhardtroda, Meileshof, Marksuhl bis Herda.

## Höchste Erhebungen
- Milmesberg 461,2 m ü. NHN
- Stopfelskuppe 412,9 m ü. NHN
- Blauer Berg 405,4 m ü. NHN
- Lehne 392,4 m ü. NHN
- Hardt (Böller) 354,4 m ü. NHN